# Chodaki (Wieluń)
Pour les articles homonymes, voir Chodaki.
Chodaki est une localité polonaise de la gmina et du powiat de Wieluń en voïvodie de Łódź.